# العلاجات البديلة لنزلات البرد
تتضمن العلاجات البديلة لنزلات البرد (بالإنجليزية: alternative treatments used for common cold) العديد من العلاجات المنزلية والأدوية البديلة. لا يوجد بحث علمي أو استنتاج نهائي  فيما يخص فعالية كل علاج. أفضل إثبات حالي يتجه نحو أهمية الوقاية والتي تتضمن غسيل اليدين ، الحفاظ على النظافة، وعلاج الأعراض.

## فيتامين (ج)
تم التوصل إلى فيتامين (ج) (بالانجليزية: فيتامين ج) في الجزء الأول من القرن الماضي، كان هناك الكثير من الاهتمام حول فعاليته المحتملة ضد العديد من أنواع العدوى من بينها: نزلات البرد. تم إجراء القليل من التجارب المقننة لاكتشاف تأثير فيتامين ج على نزلات البرد وكان ذلك في بدايات العقد ال 1940، لكن أصبح  فيتامين ج أكثر انتشارًا بعد العام 1970، عندما كتب «لينوس باولنغ»  ـ الحائز على جائزتي نوبل ـ كتابه الأكثير مبيعًا في ذلك الوقت «فيتامين  ج ونزلات البرد»
أدى هذا الكتاب إلى توجيه اهتمام عامة الناس إلى هذا الموضوع، بل واهتمام المجتمعات العلمية أيضا. تم عمل عدد من التجارب فيما بعد كتاب «باولنغ»، اختفى هذا الاهتمام  في منتصف  العقد ال 1970 عندما تم نشر توصيتين ودراسة ابتدائية واحدة تنص جميعها على أن فيتامين ج لا يؤثر على نزلات البرد. تم الكشف فيما بعد عن خطأ استنتاجات هذه الورقات العلمية الثلاث.
طبقا لتوصيات منظمة «كوكرين» فيما يخص فيتامين ج  ونزلات البرد: تناول 1 جم / يوم من فيتامين ج لا يؤثر في احتمالية الإصابة بنزلات البرد في المجتمع العام.  إلا أنه وفي خمس تجارب عشوائية مزدوجة التعمية الوهمية المقننة، وكان المشاركين تحت توتر جسمانى قصير المدى (ثلاثة من التجارب كانت تتضمن عدّائون ماراثون)، وجد أن فيتامين ج أنقص معدل الإصابة بنزلة البرد  إلى النصف. كما قلل تناول فيتامين «ج» بجرعة 1 جم / يوم ـ أو أكثر ـ فترة المرض في البالغين بنسبة 8 % وفي الأطفال بنسبة 18 %. كما أنقص فيتامين ج  من شدة  نزلة البرد.

## نبتةالأكانيشيا
في مراجعة منهجية لمنظمة «كوكرين» طوّرت لآخر مرة في عام 2006 فحصت ستة عشر تجربة مقننة تدرس تأثير مستحضرات الأكانيشيا على الوقاية والعلاج من نزلات البرد. وُجِد أن الاستخدام الوهمي للأكانييشا جاء بلا فائدة وقائية، بينما الدلائل على قدرته العلاجية كانت متضاربة. الآثار الجانبية المُسجلة كانت نادرة.

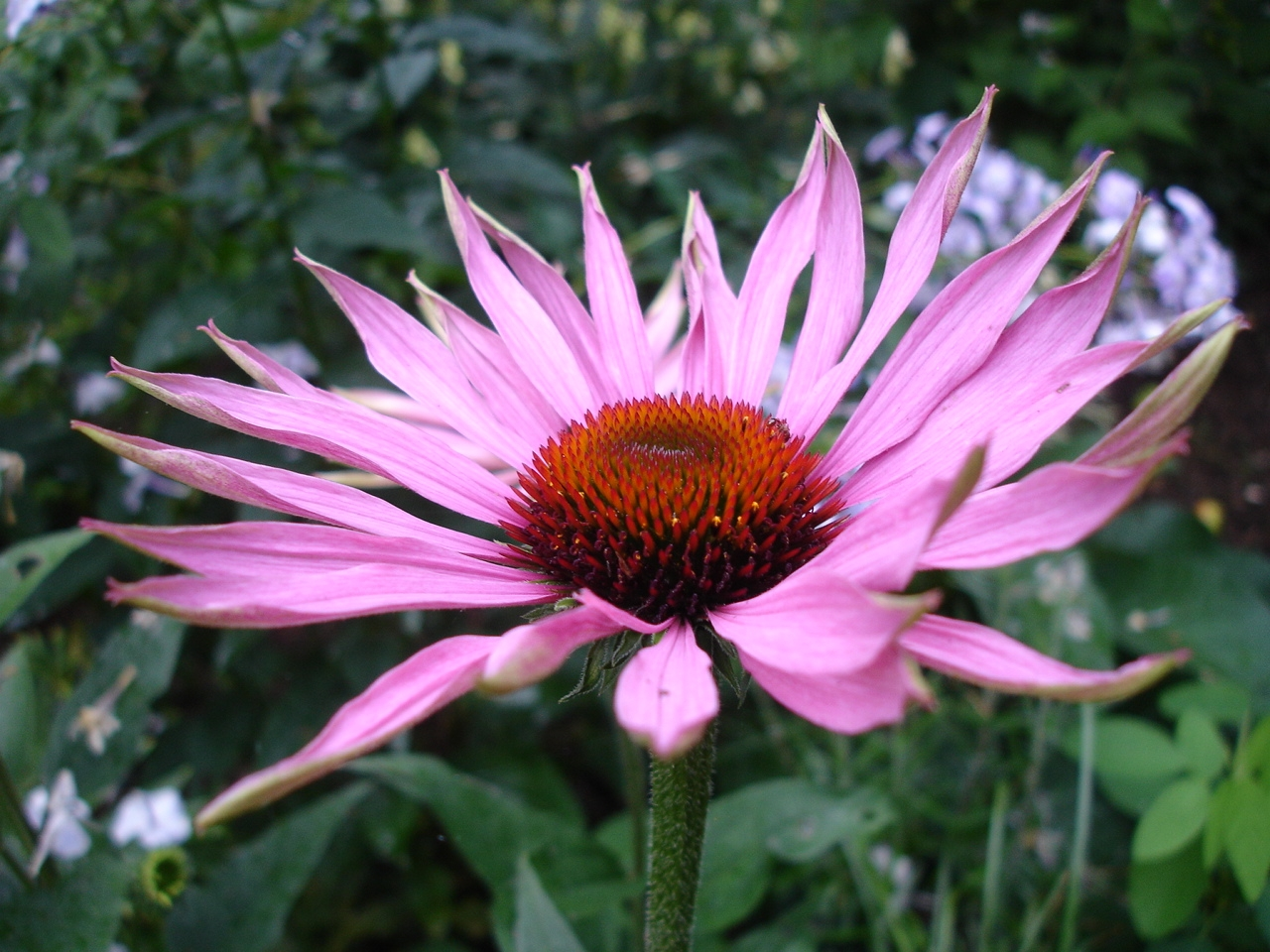
زهرة الأكانيشيا

في عام 2007 المزيد من التحليلات الاستقصائية «ميتا أناليسيز» استنتجت أن هناك دلائل على فائدة الأكانيشيا في تقليل فترة وشدة نزلة البرد، ولكن النتائج هذه غير متناسفة بعد.
استخدام الأكانيشيا في علاج نزلات البرد غير مُوصى به حاليا.

## حساء الدجاج
في القرن الثانى عشر كتب " موسيس مايمونيدس "موسى بن ميمون: " حساء الدجاج.. مُوصى به كغذاء ممتاز تمامًا مثل العلاجات الطبية " "، منذ ذلك الحين كانت هناك الكثير من التقارير في الولايات المتحدة الأمريكية تفيد أن حساء الدجاج يقلل من أعراض نزلات البرد. بالرغم من المقالات الساخرة التي تنشرها المجلات الطبية الرصينة فيما يخص الفوائد الطبية المزعومة لحساء الدجاج.

## مستخرجالبيلاجرونيوم سيديوزز
عام 2003 وجدت «مؤسسة كوكرين» إثبات مؤقت على التأثير الإيجابى  للبيلاجرونيوم سديوزز  ضد أعراض نزلات البرد، إلا أن قيمة هذا الإثبات كانت ضعيفة للغاية.

## استنشاق البخار
يعتقد العديد من الناس أن لاستنشاق البخار يقلل من أعراض نزلة البرد. في عام 2006 قامت مراجعة منهجية باستنتاج أنه لا دليل كافى لدعم استخدام البخار كعلاج لنزلات البرد. بل تم تسجيل حالات من الأطفال الذين تأثروا سلبيًا عند تعرضهم  عن طريق الخطأ لتسريب المياه المستخدمة في استنشاق البخار.
يوجد إثبات على العلاقة بين البرد ونزلات البرد.

## الزنك
يرتبط استخدام الزنك بتقليل مُدة الأعراض ولكن ليس تقليل حدتها.

## الثوم
على الرغم من أن الثوم قد يسبب رائحة الفم الكريهة إلا أنه قاتل فعال للعديد من أنواع البكتريا والفيروسات مما يساعد في سرعة التعافى من أعراض نزلة البرد. احتواء الثوم على مادة الأليسين " Allicin"  وهي العنصر الفعال الموجود في الثوم الطازج المطحون يجعله فعّالا ضد مجال واسع من البكتريا إيجابية الجرام والبكتريا سلبية الجرام والعديد من الفطريات كذلك.

## خل حمض التفاح
يُنصح باستخدام  1/4 كوب من خل حمض التفاح مع  1/ 4 كوب من الماء، بجانب استخدام الأكانيشيا كعوامل مضادة للأكسدة.      

## انظر أيضاً
- الانفلونزا
- الزنك ونزلات البرد
- فيتامين سي (حمض أسكوربيك)